# Fenindion
A fenindion vérhígító (a vérlemezkék összecsapzódását gátló) gyógyszer. Tüdő- és agyembólia, szívizombántalom, pitvari fibrilláció és remegés és trombózishajlam elleni gyógyszer.  Mellékhatásai miatt ma már korszerűbb szerek váltották fel.
A fenindion − a többi vérhígítóhoz hasonlóan − hatástalan a már kialakult vérrögökre és az iszkémiára. A vérhígítós kezelés célja a további vérrögök kialakulásának megelőzése.

## Működésmód

Véralvadási faktorok

A fenindion működése nagyon hasonlít a warfarinéhoz. Gátolja, hogy máj K-vitaminfüggő véralvadásfaktorokat (II, VII, IX és X-es faktor) és véralvadást gátló fehérjéket (protein C(en) és protein S(en)) állítson elő, aminek következtében kevesebb trombin(en) keletkezik és kötődik a fibrinhez. (A polimerizálódott fibrin hálózza be a vérlemezkékből álló rögöt és a rögbe került más vérsejteket. Ez az alvadt vér.)
A fenindion gátolja a K-vitamin epoxid reduktáz(en) enzimet is. Ennek következtében csökken a vérben a redukált K-vitamin (K-vitamin hidrokinon, KH2). Ez az anyag a γ-glutamil karboxiláz(en) enzim kofaktora, és a γ-karboxiglutaminsav(en) (Gla) előállításához szükséges. A Gla egy nem-standard (génekben nem kódolt) aminosav, mely poszt-transzlációval(en) jön létre glutaminsavat (Glu) tartalmazó véralvadás-faktor fehérjékből.
A Gla szervezetbeli szerepe kevéssé ismert, de befolyásolja a fenindion és más, hasonló módon ható gyógyszer (dikumarin(en), warfarin, acenokumarol stb.) hatását. Ha ui. Gla-hiány lép fel, a fenindion hatása csak a hiányzó fehérjék pótlódása után függeszthető fel, azaz függ a fehérjeszintézis sebességétől. A vérzés veszélye miatt az ilyen kezelés szoros laboratórium ellenőrzést igényel.

## Mellékhatások, ellenjavallatok
Ellenjavallatok:
- terhesség (a heparin biztonságosabb a fenindionnál a terhesség 37. hetéig, mivel nem jut át a méhlepényen) és szoptatás
- sérülés, vérzéssel járó betegség (pl. gyomorfekély), nemrégen bekövetkezett stroke
- máj- és veseproblémák
- magas vérnyomás
- bakteriális szívfertőzés (endocarditis(en))

A szedés során a vizelet rózsaszínűre vagy narancssárgára színeződhet. Ez teljesen ártalmatlan.
A hirtelen változás az étkezési szokásokban befolyásolhatja a véralvadást és a szükséges fenindion-mennyiséget, különösen akkor, ha a zöldség- és gyümölcsfogyasztás nő meg hirtelen (egyes zöldségek sok K-vitamint tartalmaznak, pl. brokkoli, kelbimbó, zöld leveles zöldségek, áfonyalé, de a máj is).
Az alkohol hatással van a fenindionra. Napi 10−20 ml tiszta alkoholnál (egy közepes pohár bor) nem szabad többet fogyasztani.
A mellékhatások túlnyomó többsége a megnövekedett vérzékenységgel kapcsolatos. Ezt figyelembe kell venni orvosi (pl. vérvétel, injekció) vagy fogorvosi kezelés esetén. Többféle gyógyszer is befolyásolhatja a fenindion hatását.

## Adagolás
A tablettát naponta egyszer kell bevenni. Az első adag 200 mg, a második 100 mg. A harmadik adag előtt laboratóriumi véralvadásvizsgálatot kell végezni, és annak eredménye szerint beállítani az adagot. Ha a beteg heparint is szed, a vizsgálat előtt legalább 6 órával le kell állítani, mert megnöveli az INR-értéket.
A legtöbb beteg számára napi 50−150 mg elegendő. Az „ellenálló” betegek kaphatnak 200 mg-t, az érzékenyek 50 mg-nél is kevesebbet.
Vérzés, túladagolás vagy 6-nál magasabb INR-érték esetén K-vitamin adható a körülményektől függően lassú infúzióban vagy szájon át. A nagy mennyiségű K-vitamin teljesen hatástalaníthatja a fenindiont, és nehéz azt visszaállítani.

## Készítmények
Bár ma már léteznek a fenindionnal azonos hatásmódú és kevesebb mellékhatású szerek, a fenindion még mindig számos készítmény hatóanyaga. Magyarországon nincs forgalomban.

## Fizikai/kémiai tulajdonságok
Vizben nem, metanolban, etanolban, éterben, kloroformban, acetonban, benzolban oldódik, lúgokban vörös, tömény kénsavban kék színnel.